# Gustav Ernst von Stackelberg
Gustav-Ernst Ottonovich Graf von Stackelberg (conde de Stackelberg) (del ruso: Густав-Эрнест Оттонович Штакельберг) (Tallinn (antigua Reval), Estonia, 5 de junio de 1766 - París, Francia, 18 de abril de 1850), fue un noble diplomático ruso de origen balticoalemán. Fue hijo del embajador Otto Magnus von Stackelberg y de su esposa, Sophia Gerdruta von Fölckersahm.

## Carrera militar
Sirvió como teniente en las Fuerzas Armadas Rusas durante la Guerra Finlandesa contra el Rey Gustavo III de Suecia. Tras dejar el ejército, empezó su carrera como diplomático y embajador.
Fue embajador de Rusia en el Reino de Cerdeña a partir de 1794, embajador en Suiza a partir de 1799, embajador en Holanda a partir de 1802, embajador en Prusia a partir de 1807 y, tras la derrota de Francia en las Guerras Napoleónicas, embajador en Austria a partir de 1810.

## Matrimonio y descendencia
Contrajo matrimonio en 1805 con la condesa Karoline Wilhelmine von Ludolf, hija del embajador de Sicilia en Londres, Constantin von Ludolf. Tuvieron once hijos:
- Sophie von Stackelberg (1806-1891), casada con Georg Conrad Wolter von Meyendorff.
- Otto Magnus von Stackelberg (1808-1885), chambelán de la Corte, señor de Alt Hisenhof entre otros dominios.
- Carolina Johanna von Stackelberg (1809-1863), casada con Julius von Sass.
- Gustav von Stackelberg (1810-1847), diplomático.
- Johann Ernst von Stackelberg (1813-1870), general y embajador.
- Alexander von Stackelberg (1814-1856), diplomático.
- Elisabeth von Stackelberg (1807-1840), casada con el marqués Frédéric della Rovere.
- Marie von Stackelberg (1818-1840).
- Helene von Stackelberg (1820-1843), casada con Joseph von Ugarte.
- Reinhold von Stackelberg (1823-1837).
- Eleonore von Stackelberg (1827-1909), casada con el barón Theodore Decazes, diplomático.

## Dominios
Los Stackelberg fueron señores de extensos dominios en las tierras de Estonia, entre otros, Alt Isenhof (hoy Purtse), Paggar (hoy Paggari), Aggimal, Pungern (hoy Pungerja), Soldina, Paddas (hoy Pada), Münkenhof, (hoy Muuga).

## Últimos años

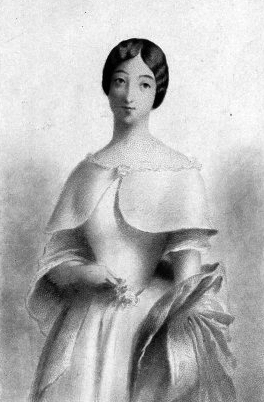
Marie Duplessis.

Después de una larga y exitosa carrera como diplomático, fue galardonado con la prestigiosa Orden de San Andrés. Pasó sus últimos años junto a su esposa en París, donde fue uno de los protectores de la célebre cortesana, Marie Duplessis, La dama de las Camelias, y donde falleció en 1850.